# Guy Coquille
Pour les articles homonymes, voir Coquille.
Guy Coquille (11 novembre 1523, Decize en Nivernais - 11 mars 1603), en latin Conchylius, sieur de Romenay, est un jurisconsulte et poète français. 
Avocat à Paris, puis à Nevers (1569), procureur général du duché de Nevers (1571), il s’oppose à la Ligue. Représentant du tiers aux états de Blois (1576 et 1588), il est le principal rédacteur des Cahiers de cet ordre.
Ses ouvrages les plus importants sont l'Institution au droit des Français, les Coutumes du pays et duché de Nivernais (v. 1590), dans lesquels il s’avère un véritable pédagogue du droit coutumier, et le Traité des libertés de l’Église de France (1594), dans lequel il établit la théorie juridique des libertés de l’Église gallicane.

## Biographie
Né à Decize dans le Nivernais, le 11 novembre 1523, fils d’un grainetier de Decize (on trouve dans cette ville la maison de Guy Coquille), rue du Docteur-Gros. En mai 1525, Decize est pillée et incendiée par une bande de trois mille mercenaires italiens commandés par Arrhigho Bel Giojoso envoyés de Lyon en Picardie pour lutter contre une éventuelle attaque des luthériens. Sa mère meurt l'année suivante. Il est envoyé à cinq ans au monastère des religieuses de Notre-Dame pour apprendre à lire. Son père, Guillaume Coquille se remarie en 1531 avec Dame Odette Le Lièvre, fille de Me Jean Le Lièvre, avocat général au parlement de Paris. Il part à Paris le 5 mai 1532 pour le Collège de Navarre où il est « instruit en la grammaire ». Il y suit pendant six ans les classes de grammaire avec lecture de Térence, Virgile, Cicéron et Horace. Il finit ses études à quinze ans. Grâce à un mécène qui accepte de payer tous ses frais, entre mars 1541 et août 1543, il peut étudier le droit romain dans les écoles d’Italie qu’on regardait encore alors comme les sources les plus pures de la jurisprudence. Coquille eut pour maître Mariano Socini le Jeune, professeur de l’université de Padoue.
Il vient se perfectionner en France et acquérir des instructions plus solides à Paris chez un Procureur, puis pendant trois ans comme secrétaire de son oncle Guillaume Bourgoing, conseiller au parlement de Paris. Entre septembre 1548 et août 1550 il se forme en droit canon et droit civil à l’université d'Orléans. Il revient à Paris où il est auditeur de justice.
Il exerce ensuite comme avocat en participant aux Grands jours de Moulins, en 1550, puis à Paris durant trois ans.
Son père meurt quand il va avoir 30 ans et revient à Decize, peut-être dans la maison familiale, et il se marie. Le 5 mai 1555, seize mois après son mariage naît une fille, Odette. Sa femme meurt à la naissance de sa deuxième fille, Anne, en juillet 1556. Le 20 octobre 1557, il se remarie avec Claude Du Coing, veuve de son cousin Louis Coquille. Des jumeaux naissent neuf mois plus tard mais meurent au berceau. En 1565 naît Guyonne. Après l'incendie accidentel de Decize, en septembre 1559, il réside au château de Romenay (Diennes-Aubigny), ce qui lui vaut d'être appelé « sieur de Romenay ».
En 1559, il se fixe à Nevers où sa réputation s’étend rapidement. Il est député du tiers état, de Nevers, aux États généraux d'Orléans en 1560-1561, avec Charles de Grandrye, seigneur de la Montagne, ambassadeur chez les Grisons, élu de la noblesse.
En mai 1562, il est envoyé à Clèves, en Allemagne, par François II de Clèves.
La mort prématurée de sa femme peut seule lui faire renoncer à sa vie mondaine, et l’engager à venir à Nevers, où il est élu comme premier échevin en septembre 1568 ; il le sera pendant deux ans. 
Il y devint bientôt l’oracle de sa province ; sa réputation s’étend même au-delà de cette étroite enceinte. On venait le consulter de partout. Il exerçait la profession d’avocat avec un si rare désintéressement, qu’il rendait souvent une partie des honoraires qu’on lui donnait volontairement, et qu’il distribuait aux indigents le dixième de ce qu’il gardait.
Député aux états d’Orléans en 1560, il l'est à ceux de Blois en 1576 et en 1588 ; en ces circonstances, il devient le principal rédacteur des Cahiers de cet ordre, et ajoute à sa renommée de jurisconsulte celle d’un citoyen probe et courageux, en ne cessant de réclamer des assemblées représentatives des libertés publiques, la réforme du clergé, la liberté religieuse et l’extirpation de tous les abus.
Étant donné qu’il avait rempli cette mission honorable en bon citoyen, et qu’il venait se renfermer dans sa modeste retraite, Louis de Gonzague, duc de Nevers, qui avait pour lui de l’estime et de l’attachement, a beaucoup de peine à lui faire accepter la place de Procureur Fiscal de Nivernois & de Donziois, qui était recherchée par tant d’autres, en 1571.
On peut remarquer qu’en 1572, l’année de la Saint-Barthélemy, Nevers ne connait pas de violences grâce à la fermeté et la clémence des ducs de Nevers. C’est probablement par reconnaissance pour ce bienfaiteur, qu’il se met à écrire son Histoire du Nivernois, ainsi que son Commentaire sur les coutumes ; c’est aussi pour maintenir le rang du duc de Nevers qu’il écrit le Mémoire des pairs de France.
Sa seconde épouse meurt le 12 juillet 1573 après être tombée malade alors qu'elle participait à la distribution de nourriture aux indigents et la paysannerie fuyant les terres stériles à l'été 1573.
En novembre 1576, il est envoyé aux premiers États de Blois, où il séjourne jusqu’en mars 1577. On a conservé ses Cahiers, ainsi que des témoignages de sa lutte pour l’abolition des Bourdelages[Quoi ?] dans le Nivernois. En 1578 arrive à Nevers l'évêque Arnaud Sorbin.
En septembre 1588, il est envoyé une troisième fois aux seconds États de Blois et y écrit de nouveaux cahiers.
À la sollicitation du duc de Nevers, Henri IV, qui aimait d’ailleurs à attirer à sa cour les hommes recommandables par leurs talents et par leur probité, lui offre inutilement de le faire conseiller d’État. 
Quoique tout son temps fût presque absorbé par l’exercice de sa profession et ses différentes missions, il ne laissait pas que d’y dérober quelques instants pour cultiver les muses grecques, latines et françaises : La reine Marguerite, première femme de Henri IV, avec laquelle il était en relation, lui doit des renseignements précieux, dont elle fait usage dans ses Mémoires. Il fournit à Brantôme, son ami intime, les principaux matériaux de son ouvrage des Dames illustres de son temps. Il était ami de Jean Bodin, du chancelier Michel de L'Hospital et de Francis Bacon.
Coquille est mort octogénaire, le 11 mars 1603.

## Œuvre

### Poésie
Il compose, dans sa jeunesse, des poésies latines qui ne sont pas dans l’édition de ses œuvres ; c'est le seul de ses ouvrages qu’il publie lui-même : Guidonis Conchylii Romenoei Nivernensis Poemata, Nevers, 1599, in-8º. 
On dit[Qui ?] aussi qu'il s'y entendait bien en grec et qu'il avait traduit l'Odyssée d'Homère.
Dans ses vers, il flétrit la corruption de son temps, la vénalité des hommes publics, l’avidité des courtisans, le fanatisme religieux, et il y exhale des plaintes douloureuses sur les misères de sa patrie.

### Politique
Dans sa fonction de procureur fiscal, il se fait remarquer comme l’un des grands théoriciens et de la Monarchie absolue et de l’Église gallicane comme le prouve, en 1588, la publication de son Discours des États de France et du droit que le duché du Nivernais à en iceux. Pour lui, « le roy est le chef et les trois ordres sont les membres ; et tous ensemble font le corps politique et mystique, dont la liaison et union est individue et inséparable, et ne peut partie souffrir mal que le reste ne s’en sente et souffre-douleur ». Il écrit aussi « le roy est monarque et n'a point de compagnon en sa majesté royale », doctrine reprise pour justifier l'absolutisme royal en France.

### Commentaire du droit coutumier
Coquille est, en outre, l’un des grands responsables de la mise à jour des coutumes. Il fait paraître, en 1590, un Commentaire sur la coutume du pays et duché de Nivernais, puis, en 1595, l’Institution au droit des Français qui fait de lui le meilleur commentateur du droit coutumier du nord de la France. Très attaché à sa province, il en devient l’historien attitré par son Histoire du Nivernais (1595).
À l’exception de ces traités et des poèmes précédemment cités, les autres écrits de Conchylius, sieur de Romenay ne furent publiés qu’après sa mort, par les soins de Guillaume Joly, qui y ajouta une vie de l’auteur. Toutes ses œuvres furent recueillies à Paris (1666, 3 vol. in-fol). On y trouve une Histoire du Nivernois, achevée en 1595, qui passe pour exacte et fidèle, et que Loisel avait publiée à Paris (1612, in-4°) ; on y voit aussi le Traité des libertés de Église gallicane, qui lui avait été dérobé de son vivant, et qu’on ne retrouva que vers le milieu du XVIIe siècle. Il y a aussi une autre édition des œuvres de Coquille (Bordeaux, 1705, 2 vol. in-fol.), plus ample que la première.
Tous ses ouvrages, ses opuscules politiques, ses pamphlets contre les ligueurs, ses ouvrages de droit, ses poésies latines, sont empreints des plus nobles sentiments et du patriotisme le plus pur[Interprétation personnelle ?].

## Publications
- Œuvres de Guy Coquille, Publié par lui-même, réunies après sa mort, (Guidonis Conchylii Romenoei Nivernensis Poemata), Nevers, 1599, in-8°
- Mémoire pour la réformation de l'Estat Ecclesiastique lire en ligne sur Gallica
- Traite des libertez de l’Eglise de France et des droits et autorite que la couronne de France a ès affaires de l’Eglise dudit Royaume, par bonne et sainte union avec icelle Eglise' (1594) lire en ligne sur Gallica
- Autre traite des libertez de l’Eglise de France et des droits et autorite que la couronne de France a ès affaires concernans la Police de l’Eglise dudit Royaume, par bonne et sainte union avec icelle Église lire en ligne sur Gallica
- Discours de Mr Guy Coquille des droicts ecclesiastiques, et libertez de l’Église Gallicane, & les raisons moyens d’abus, contre les Bulles décernées par le Pape Gregoire XIV, contre la France 1591. lire en ligne sur Gallica Autre discours sur le mesme sujet présenté a Madame Henriette de Cleves Duchesse de Nivernois, & c. le 21 septembre 1591. lire en ligne sur Gallica
- Protestatio cardinalis placentini… lire en ligne sur Gallica
- Devis entre un citoyen de Nevers y demeurant, & un Citoyen de Paris retiré à Nevers, sur le sujet des Etats de Paris de 1593 lire en ligne sur Gallica
- Memoire Pour proposer a sa saintete les inconveniens qui peuvent arriver, si Elle se rend trop rigoureuse à la reconciliation du Roy, & a composer les affaires de France lire en ligne sur Gallica
- Dialogue sur les causes des miseres de la France, entre un Catholique Ancien, un Catholique Zelé, & un Palatin, fais en 1590 lire en ligne sur Gallica
- Discours sur les maux presens du Royaume lire en ligne sur Gallica
- Des benefices de l’Eglise lire en ligne sur Gallica
- Du concile de Trente, et de la réception & publication d’iceluy lire en ligne sur Gallica
- Des entreprises des papes et du légat qui estoit en France pour la Ligue lire en ligne sur Gallica
- Que les maux de la France pendant la Ligue venoient faute de reformation, principalement de l’État Ecclesiastique lire en ligne sur Gallica
- Memoire de ce qui est à faire pour le bien du païs (de ce qui est à faire pour le bien du Nivernois, du 18 août 1573) lire en ligne sur Gallica
- Plaidoyé fait au Conflit Privé du Roy pour la ville de Nevers, & c. pour l'abolition des Bourdelages par Maître Guillaume Rapine Lieutenant general de Nivernois le 9 août 1554 lire en ligne sur Gallica
- Discours des Etats de France et du droit que le Duché du Nivernois a en iceux lire en ligne sur Gallica
- Histoire de Nivernois dressee et escrite par Maistre Guy Coquille, sieur de Romenay lire en ligne sur Gallica
- Des Comtes et Ducs de Nevers et Nivernois, et de leurs alliances.
- Traité Des pairs de France. Leur origine, fonction, rang et dignite lire en ligne sur Gallica
- Ordonnances du Roy Henry troisième de ce nom ; Roy de France et de Pologne sur les plainctes et doleances faictes par les Députés des États de son Royaume, convoquez et assemblez en la ville de Blois. Avec les Annotations sur icelles, de MAISTRE GUI COQUILLE, Sieur de Romenay lire en ligne sur Gallica
- Les Coûtumes du Païs & Comté de Nivernois, enclaves & exemptions d'iceluy, avec les Annotations de Maître Guy Coquille, sieur de Romenay [lire en ligne]
- Institution au Droit des Francois [lire en ligne]
- Questions, Réponses & Méditations sur les articles des Coutumes lire en ligne sur Gallica

## Hommage
La ville de Decize lui a élevé une statue, inaugurée le 23 septembre 1849.

### Sources
Cet article comprend des extraits du Dictionnaire Bouillet. Il est possible de supprimer cette indication, si le texte reflète le savoir actuel sur ce thème, si les sources sont citées, s'il satisfait aux exigences linguistiques actuelles et s'il ne contient pas de propos qui vont à l'encontre des règles de neutralité de Wikipédia.
- « Guy Coquille », dans Louis-Gabriel Michaud, Biographie universelle ancienne et moderne : histoire par ordre alphabétique de la vie publique et privée de tous les hommes avec la collaboration de plus de 300 savants et littérateurs français ou étrangers, 2e édition, 1843-1865 [détail de l’édition]